# 紹奎區
13°22′48″S 39°57′07″E / 13.380°S 39.952°E

紹奎區（葡萄牙語：Chókwè），是莫桑比克的行政區，位於該國南部，由加扎省負責管轄，首府設於紹奎，面積2,466平方公里，2007年人口187,422，人口密度每平方公里76人。